# Guélengdeng
Guélengdeng este un oraș din Ciad, situat pe malul râului Chari. Este reședința departamentului Mayo-Lémié.